# Jason Rouser
Jason Rouser (Tucson, 22 marzo 1970) è un ex velocista statunitense.

## Biografia
Nel 1993 partecipò ai campionati del mondo di atletica leggera indoor di Toronto, dove si classificò sesto nei 400 metri piani e conquistò la medaglia d'oro nella staffetta 4×400 metri.
Nel 1996 prese parte ai Giochi olimpici di Atlanta come componente della staffetta 4×400 metri: fu il secondo frazionista durante la semifinale, ma non gareggiò nella finale che portò la squadra alla vittoria. Ciononostante, come da regolamento, gli fu consegnata ugualmente la medaglia d'oro insieme ai compagni LaMont Smith, Alvin Harrison, Derek Mills e Anthuan Maybank.
Nel 1997 fu nuovamente campione del mondo nella staffetta 4×400 metri ai campionati mondiali indoor di Parigi.

## Progressione

### 400 metri piani
| Stagione | Tempo | Luogo       | Data      | Rank. Mond. |
| -------- | ----- | ----------- | --------- | ----------- |
| 1996     | 44"77 | Atlanta     | 19-6-1996 |             |
| 1996     | 44"77 | Atlanta     | 17-6-1996 |             |
| 1995     | 46"10 | New York    | 21-5-1995 |             |
| 1994     | 45"19 | Knoxville   | 18-6-1994 |             |
| 1993     | 45"36 | San Antonio | 31-7-1993 |             |

## Palmarès
| Anno | Manifestazione  | Sede    | Evento      | Risultato | Prestazione | Note |
| ---- | --------------- | ------- | ----------- | --------- | ----------- | ---- |
| 1993 | Mondiali indoor | Toronto | 400 m piani | 6º        | 46"70       |      |
| 1993 | Mondiali indoor | Toronto | 4×400 m     | Oro       | 3'04"20     |      |
| 1996 | Giochi olimpici | Atlanta | 4×400 m     | Oro       | 2'55"99     |      |
| 1997 | Mondiali indoor | Parigi  | 4×400 m     | Oro       | 3'04"93     |      |